# Shiliang (sockenhuvudort i Kina, Guizhou Sheng, lat 28,17, long 108,75)
Shiliang (kinesiska: 石梁, 石梁乡) är en sockenhuvudort i Kina. Den ligger i provinsen Guizhou, i den sydvästra delen av landet, omkring 270 kilometer nordost om provinshuvudstaden Guiyang. Antalet invånare är 8 301. Befolkningen består av 4 011 kvinnor och 4 290 män. Barn under 15 år utgör 28,0 %, vuxna 15-64 år 58 %, och äldre över 65 år 13,0 %.